# ДС-У
ДС-У (Днепропетровский спутник, унифицированный) — советская спутниковая платформа, предназначенная для построения малых космических аппаратов для научных и прикладных исследований. Платформа ДС-У создана в днепропетровском ОКБ-586 (впоследствии КБ «Южное»), где на её основе впервые в мире была организована серийная разработка спутников для выполнения широкого круга различных задач. В 1965—1976 годах в СССР было запущено 46 аппаратов типа «ДС-У», в том числе по программам международного сотрудничества. Аппараты, построенные на различных модификациях платформы «ДС-У», использовались для изучения космического пространства, исследований Земли из космоса и различных технологических и прикладных экспериментов.

## История создания
С 1960 года в ОКБ-586 начались работы по созданию космических аппаратов под общим названием «ДС» (Днепропетровский спутник). Положительные результаты, полученные при создании и полётах первых спутников серии «ДС», вызвали поток заявок на создание новых аппаратов и оснащение их аппаратурой различного назначения. Для выполнения этого объёма работ требовалось радикальное сокращение сроков изготовления и стоимости спутников. Было принято решение о создании унифицированной серии космических аппаратов, построенных на принципе независимости конструкции, обеспечивающих систем, и методов управления бортовой аппаратурой от конкретной решаемой задачи. Это позволило не создавать космические аппараты  заново для каждого нового применения, а производить их серийно, изменяя только состав полезной нагрузки, и тем самым увеличить скорость производства спутников и расширить круг решаемых в околоземном пространстве задач. Таким образом была создана первая в мире унифицированная спутниковая платформа, получившая название «ДС-У», на базе которой строились аппараты различного назначения. Впоследствии создание серий космических аппаратов на унифицированных платформах стало общепринятым во всём мире подходом к их построению.

## Конструкция и модификации
На основе анализа задач, стоящих перед исследовательскими спутниками, были созданы три базовых модификации платформы, получившие обозначения «ДС-У1», «ДС-У2», «ДС-У3» и отличавшиеся системой энергоснабжения и ориентации. Все модификации платформы имели неизменяемый корпус с унифицированными местами для крепления рам обеспечивающего и научного оборудования и одинаковый для всех аппаратов комплекс служебной аппаратуры.
Корпус аппаратов типа «ДС-У» представлял собой герметичную конструкцию, внутри которой поддерживался постоянный тепловой режим и состоял из цилиндрического центрального отсека и двух полусферических днищ. Корпус условно делился на три части, по типу устанавливаемого в них оборудования: отсек энергопитания располагался в одном из днищ, обеспечивающее оборудование — в центральной части корпуса, отсек научной аппаратуры, изменяемой в зависимости от задач полёта, — во втором полусферическом днище. Комплекс служебной аппаратуры аппаратов типа «ДС-У», включал радиотехнические средства, работающие во взаимодействии со станциями наземного командно-измерительного комплекса, системы электроснабжения, терморегулирования, формирования шкалы бортового времени, управления работой научной и обеспечивающей аппаратуры, а также контроля параметров спутника и сигналов радиотехнических средств. В состав радиотехнической аппаратуры входили: командная радиолиния, принимающая сигналы от наземных пунктов и преобразующая их в команды управления; средства радиоконтроля орбиты, используемые для определения орбитальной скорости спутника и передачи части телеметрической информации; радиотелеметрическая система «Трал-П2» для сбора научных и служебных данных и передачи их как в режиме реального времени, так и сброса запомненной во время полёта вне зон связи информации.
| Основные характеристики платформ семейства ДС-У              | Основные характеристики платформ семейства ДС-У | Основные характеристики платформ семейства ДС-У         | Основные характеристики платформ семейства ДС-У         |
|                                                              | ДС-У1                                           | ДС-У2                                                   | ДС-У3                                                   |
| ------------------------------------------------------------ | ----------------------------------------------- | ------------------------------------------------------- | ------------------------------------------------------- |
| Масса платформы, кг                                          | 265                                             | 200—230                                                 | 256                                                     |
| Присоединяемая масса комплекса научной аппаратуры, кг        | до 50                                           | до 60                                                   | до 40                                                   |
| Мощность системы энергоснабжения, Вт:                        |                                                 |                                                         |                                                         |
| Среднесуточная                                               | -                                               | 26                                                      | 80                                                      |
| Сеансная                                                     | 140                                             | 220                                                     | 560                                                     |
| Среднесуточная мощность, выделяемая на полезную нагрузку, Вт | 9—12                                            | 10                                                      | 10                                                      |
| Габаритные размеры, мм:                                      |                                                 |                                                         |                                                         |
| Герметичный корпус                                           | Ø800x1460                                       | Ø800x1460                                               | Ø800x1460                                               |
| В рабочем положении                                          | Ø2344x2370 (по антеннам)                        | Ø2300 (по панелям солнечной батареи)х2400 (по антеннам) | Ø2880 (по панелям солнечной батареи) х2640(по антеннам) |

## ДС-У1

Изображение спутника «Интеркосмос-2» типа ДС-У1

Неориентированные аппараты типа «ДС-У1» предназначались для непродолжительных полётов и отличались от других спутников семейства «ДС-У» отсутствием солнечных батарей. Электроснабжение аппарата производилось от заряженных на Земле серебряно-цинковых аккумуляторов ёмкостью 13 кВт*ч. На некоторых спутниках типа «ДС-У1» устанавливалась система магнитного успокоения для стабилизации положения аппарата в пространстве.
Спутники типа «ДС-У1» имели на борту различные наборы научной аппаратуры и получали обозначения комплектации в соответствии с решаемыми задачами, при запуске им присваивались порядковые наименования в серии «Космос». Отдельно индексировались аппараты, создаваемые по программе «Интеркосмос». Были построены спутники следующих комплектаций:
- ДС-У1-Г для геофизических исследований
- ДС-У1-Я для изучения космических лучей и исследования содержания в них атомных ядер с номерами от 1 (протоны) до 6.
- ДС-У1-А для астрономических наблюдений
- ДС-У1-Р для астрономических наблюдений в ультрафиолетовой и рентгеновской областях спектра
- ДС-У1-ИК для ионосферных исследований по программе «Интеркосмос».

Всего с 1966 по 1972 год было произведено 8 запусков космических аппаратов типа «ДС-У1», один из которых был неудачным. Запуски осуществлялись носителями «Космос» (63С1) и «Космос-2» (11К63) с космодромов Капустин Яр и Плесецк.
| Список космических аппаратов типа ДС-У1                                 | Список космических аппаратов типа ДС-У1 | Список космических аппаратов типа ДС-У1 | Список космических аппаратов типа ДС-У1 | Список космических аппаратов типа ДС-У1 | Список космических аппаратов типа ДС-У1 | Список космических аппаратов типа ДС-У1 | Список космических аппаратов типа ДС-У1 | Список космических аппаратов типа ДС-У1 | Список космических аппаратов типа ДС-У1 |
| Название                                                                | Комплектация                            | COSPAR ID                               | Дата запуска                            | Носитель                                | Космодром                               | Масса, кг                               | Орбита                                  | Прекращение существования               | Программа полёта |
| ----------------------------------------------------------------------- | --------------------------------------- | --------------------------------------- | --------------------------------------- | --------------------------------------- | --------------------------------------- | --------------------------------------- | --------------------------------------- | --------------------------------------- | --- |
| «Космос-108»                                                            | ДС-У1-Г                                 | 1966-011A                               | 11-02-1966                              | Космос (63С1)                           | Капустин Яр                             | 291                                     | 319 км × 855 км, 48,9°                  | 21-11-1996                              | «Геофизический». Исследования атмосферы Земли и зависимости её параметров от высоты, времени суток и солнечной активности. |
| «Космос-196»                                                            | ДС-У1-Г                                 | 1967-125A                               | 19-12-1967                              | Космос-2 (11К63)                        | Капустин Яр                             | 291                                     | 223 км × 860 км, 49°                    | 07-07-1968                              | Аналог «Космос-108». Продолжение исследований зависимости состояния атмосферы от солнечной деятельности, построение модели атмосферы. |
| ДС-У1-Я № 1 Предположительно, должен был получить название «Космос-206» | ДС-У1-Я                                 | 1968-F02                                | 06-03-1968                              | Космос-2 (11К63)                        | Капустин Яр                             | 316                                     | --                                      | --                                      | Неуспешный запуск, аппарат потерян из-за аварии носителя. |
| «Космос-215»                                                            | ДС-У1-А                                 | 1969-088A                               | 18-04-1968                              | Космос-2 (11К63)                        | Капустин Яр                             | 302                                     | 254 км × 403 км, 48,5°                  | 03-06-1968                              | Спутник для астрономических наблюдений, первая советская космическая обсерватория. Фотометрические исследования излучения звезд в ультрафиолетовом и рентгеновском диапазонах, измерены спектры различных типов звёзд. Отработка методов стабилизации аппарата в пространстве с помощью магнитного успокоителя. |
| «Космос-225»                                                            | ДС-У1-Я                                 | 1968-048A                               | 11-06-1968                              | Космос-2 (11К63)                        | Капустин Яр                             | 316                                     | 255 км × 512 км, 48,4°                  | 02-11-1968                              | «Ядерный». Аналог предыдущего аппарата типа ДС-У1-Я, потерянного при запуске. Исследование космических лучей, их ядерного и электронного состава. |
| «Интеркосмос-2»                                                         | ДС-У1-ИК-1                              | 1969-110A                               | 25-12-1969                              | Космос-2 (11К63)                        | Капустин Яр                             | 288                                     | 206 км × 1200 км, 48,4°                 | 07-06-1970                              | Запуск по программе «Интеркосмос». Исследования динамики структуры иносферы и внешней атмосферы. Выбор аппарата типа ДС-У1 связан с исключением влияния токов солнечных батарей на окружающую плазму. |
| «Космос-335»                                                            | ДС-У1-Р                                 | 1970-035A                               | 24-04-1970                              | Космос-2 (11К63)                        | Капустин Яр                             | 315                                     | 254 км × 415 км, 48,7°                  | 22-06-1970                              | Исследование коротковолнового ультрафиолетового и рентгеновского излучения звёзд, по задачам и конструкции близок к ДС-У1-А, с увеличением объёма рентгеновских измерений. |
| «Интеркосмос-8»                                                         | ДС-У1-ИК-2                              | 1972-094A                               | 30-11-1972                              | Космос-2 (11К63)                        | Плесецк                                 | 287                                     | 214 км × 679 км, 71°                    | 03-02-1973                              | Исследования ионосферы и верхней атмосферы в авроральной области. Бортовое оборудование дополнено, по сравнению с ДС-У1-ИК-1, запоминающим устройством, созданным в ГДР. |

## ДС-У2

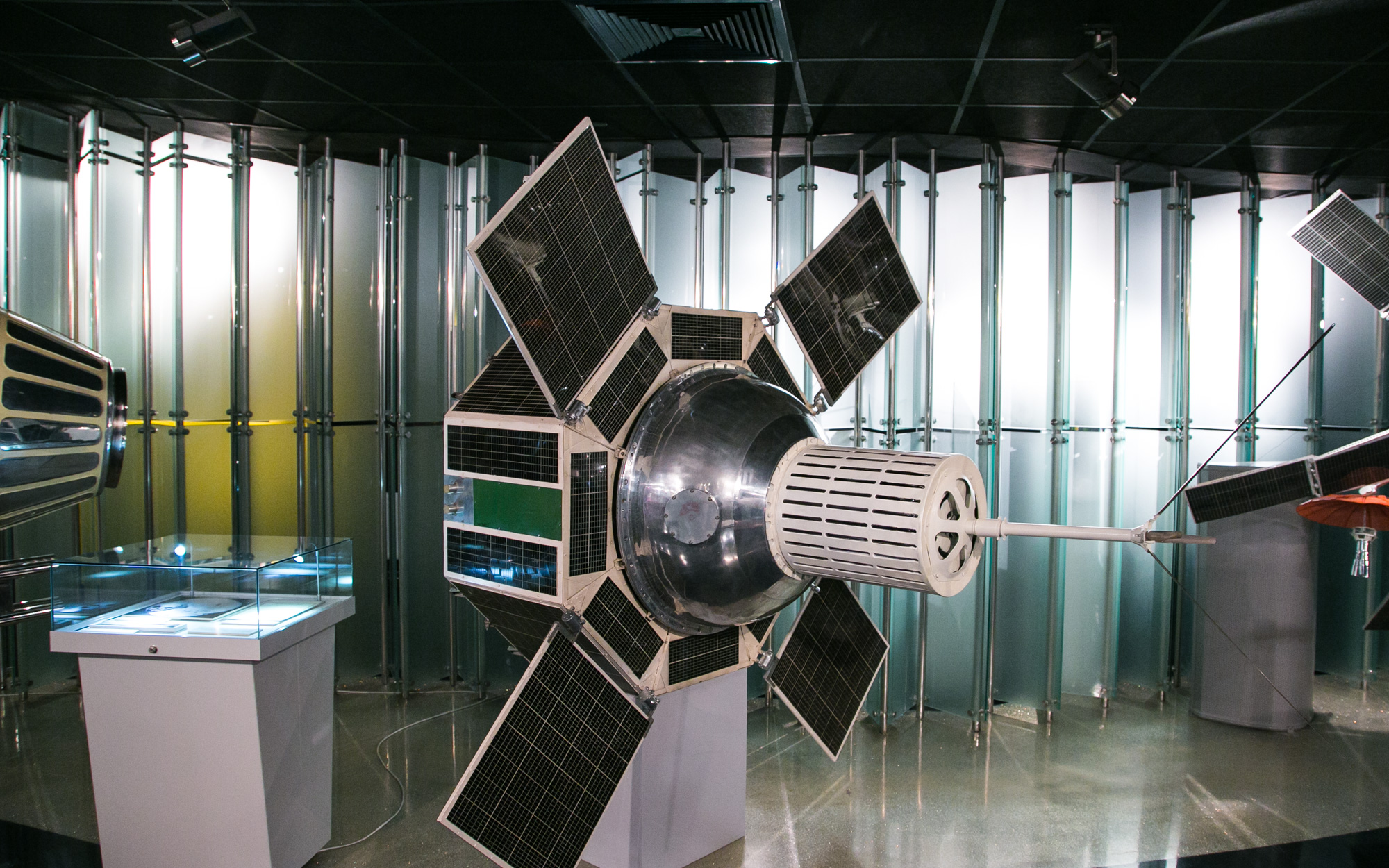
Модель спутника Космос-97 типа ДС-У2

Модификация «ДС-У2» оснащалась солнечными батареями и буферными аккумуляторами. Солнечные батареи устанавливались на раме, имевшей форму восьмигранной призмы и располагавшейся на центральной части корпуса, и на четырёх панелях, раскрывающихся после выведения спутника на орбиту. Общая площадь солнечных батарей составляла 5 м². На части спутников типа «ДС-У2» устанавливались дополнительные системы, обеспечивающие стабилизацию положения аппарата в пространстве — магнитные или закруткой с помощью газореактивных двигателей.
Спутники типа «ДС-У2» имели на борту различные наборы прикладной аппаратуры и получали обозначения комплектации в соответствии с решаемыми задачами, при запуске им присваивались порядковые наименования в серии «Космос». Отдельно индексировались аппараты, создаваемые по программам международных исследований. Были построены спутники следующих комплектаций:
- ДС-У2-В для исследования вибрационных нагрузок, испытываемых космическим аппаратом при запуске.
- ДС-У2-М для изучения работы молекулярного генератора в условиях космического полёта.
- ДС-У2-И, ДС-У2-ИП для ионосферных исследований.
- ДС-У2-МП, МТ для изучения природы микрометеоритов в составе метеорных потоков.
- ДС-У2-Д для измерения доз радиации, которые могут получены в ходе космических полётов.
- ДС-У2-ГК, ДС-У2-К для комплексных геофизических исследований.
- ДС-У2-ГФ для гелиофизических исследований.
- ДС-У2-МГ для изучения магнитного поля Земли
- ДС-У2-ГКА «Ореол» для комплексных геофизических исследований по советско-французскому проекту «АРКАД».
- ДС-У2-ИК для исследований по программе «Интеркосмос».

Всего с 1965 по 1975 год было построены и запущены 30 космических аппаратов типа «ДС-У2». Запуски осуществлялись носителями «Космос» (63С1), «Космос-2» (11К63) и «Космос-3М» (11К65М) с космодромов Капустин Яр и Плесецк.
| Список космических аппаратов типа ДС-У2 | Список космических аппаратов типа ДС-У2 | Список космических аппаратов типа ДС-У2 | Список космических аппаратов типа ДС-У2 | Список космических аппаратов типа ДС-У2 | Список космических аппаратов типа ДС-У2 | Список космических аппаратов типа ДС-У2 | Список космических аппаратов типа ДС-У2 | Список космических аппаратов типа ДС-У2 | Список космических аппаратов типа ДС-У2 |
| Название                                | Комплектация                            | COSPAR ID                               | Дата запуска                            | Носитель                                | Космодром                               | Масса, кг                               | Орбита                                  | Прекращение существования               | Программа полёта |
| --------------------------------------- | --------------------------------------- | --------------------------------------- | --------------------------------------- | --------------------------------------- | --------------------------------------- | --------------------------------------- | --------------------------------------- | --------------------------------------- | --- |
| «Космос-93»                             | ДС-У2-В                                 | 1965-084A                               | 19-10-1965                              | Космос (63С1М)                          | Капустин Яр                             | 240                                     | 216 км × 513 км, 48,4°                  | 03-01-1966                              | Изучение вибрационных нагрузок при запуске КА из шахтной пусковой установки «Маяк-2», исследования распространения радиоволн в ионосфере. На аппарате были установлены быстродействующая телеметрическая система с датчиками вибрации в точках крепления, габаритно-весовые макеты солнечных батарей и систем платформы ДС-У2, когерентный передатчик «Маяк» .                                                       |
| «Космос-95»                             | ДС-У2-В                                 | 1965-088A                               | 04-11-1965                              | Космос (63С1М)                          | Капустин Яр                             | 240                                     | 211 км × 521 км, 48,4°                  | 18-01-1966                              | Аналог «Космос-93». Изучение вибрационных нагрузок при запуске КА, исследования распространения радиоволн в ионосфере. |
| «Космос-97»                             | ДС-У2-М                                 | 1965-095A                               | 26-11-1965                              | Космос (63C1М)                          | Капустин Яр                             | 230                                     | 213 км × 2144 км, 49°                   | 02-04-1967                              | Измерения стабильности частоты молекулярного генератора в условиях космического полёта. Исследования соответствия гравитационного сдвига частоты общей теории относительности. |
| «Космос-119»                            | ДС-У2-И                                 | 1966-043A                               | 24-05-1966                              | Космос-2 (11К63)                        | Капустин Яр                             | 286                                     | 208 км × 1292 км, 48,5°                 | 30-11-1966                              | Ионосферные исследования. Изучение низкочастотных волн и шумов, спорадического радиоизлучения Солнца на низких частотах, потоков заряженных частиц ионосферного и космического происхождения. |
| «Космос-135»                            | ДС-У2-МП                                | 1966-112A                               | 12-12-1966                              | Космос-2 (11К63)                        | Капустин Яр                             | 280                                     | 253 км × 649 км, 48,5°                  | 12-04-1967                              | Изучение метеорных потоков и химического состава микрометеоритов. Исследование фона космического гамма-излучения в околоземном пространстве. |
| «Космос-137»                            | ДС-У2-Д                                 | 1966-117A                               | 21-12-1966                              | Космос (63С1)                           | Капустин Яр                             | 237                                     | 219 км × 1718 км, 48,8°                 | 23-11-1967                              | Изучение радиационных поясов Земли и составление карт распределения радиации на высотах 220—1700 км. Измерение поглощенных спутником доз радиации. |
| Космос-142                              | ДС-У2-И                                 | 1967-013A                               | 14-02-167                               | Космос-2 (11К63)                        | Капустин Яр                             | 286                                     | 207 км × 1336 км, 48,4°                 | 06-07-1967                              | Продолжение исследований ионосферы, начатых на «Космосе-119». |
| «Космос-145»                            | ДС-У2-М                                 | 1967-019A                               | 03-03-1967                              | Космос-2 (11К63)                        | Капустин Яр                             | 230                                     | 215 км × 2116 км, 48,4°                 | 08-03-1968                              | Продолжение экспериментов с бортовым молекулярным генератором, начатых на «Космосе-97», эксперименты с беззапросными односторонними линиями связи для космических аппаратов. Получены данные, необходимые для разработки промышленных молекулярных генераторов. |
| «Космос-163»                            | ДС-У2-МП                                | 1967-056A                               | 05-06-1967                              | Космос-2 (11К63)                        | Капустин Яр                             | 280                                     | 244 км × 611 км, 48,4°                  | 10-11-1967                              | Аналог аппарата Космос-135, продолжение изучения метеорных потоков, состава микрометеоритов и фона космического гамма-излучения. |
| «Космос-197»                            | ДС-У2-В                                 | 1967-126A                               | 26-12-1967                              | Космос-2 (11К63)                        | Капустин Яр                             | 240                                     | 217 км × 486 км, 48,5°                  | 30-01-1968                              | Аналог Космос-93, Космос-95. Изучение вибрационных нагрузок при запуске КА, исследования распространения радиоволн в ионосфере. |
| «Космос-202»                            | ДС-У2-В                                 | 1968-010A                               | 20-02-1968                              | Космос-2 (11К63)                        | Капустин Яр                             | 240                                     | 213 км × 482 км, 48,4°                  | 24-03-1968                              | Аналог Космос-93, Космос-95, Космос-197. Изучение вибрационных нагрузок при запуске КА, исследования распространения радиоволн в ионосфере. |
| «Космос-219»                            | ДС-У2-Д                                 | 1968-038A                               | 26-04-1968                              | Космос-2 (11К63)                        | Капустин Яр                             | 237                                     | 215 км × 1745 км, 48,4°                 | 02-03-1969                              | Аналог Космос-137. Изучение радиационных поясов Земли и измерения поглощенных спутником при их прохождении доз радиации. |
| «Космос-259»                            | ДС-У2-И                                 | 1968-113A                               | 14-12-1968                              | Космос-2 (11К63)                        | Капустин Яр                             | 286                                     | 246 км × 1308 км, 48,5°                 | 05-05-1969                              | Продолжение исследований ионосферы, начатых на Космос-119 и Космос-142. Изучение резонансных явлений в околоземной плазме и распространения сверхдлинных радиоволн в ионосфере. |
| «Космос-261»                            | ДС-У2-ГК                                | 1968-117A                               | 20-12-1968                              | Космос-2 (11К63)                        | Плесецк                                 | 338                                     | 207 км × 642 км, 71,0°                  | 12-02-1969                              | Комплексные геофизические исследования приполярной ионосферы и полярных сияний по принятой в 1967 году программе международного космического сотрудничества («Интеркосмос»). Эксперименты на аппаратах серии ДС-У2-ГК увязывались с наземными наблюдениями в НРБ, ВНР, ГДР, ПНР, СРР, ЧССР и СССР. |
| «Космос-262»                            | ДС-У2-ГФ                                | 1968-119A                               | 36-12-1968                              | Космос-2 (11К63)                        | Капустин Яр                             | 283                                     | 259 км × 798 км, 48,5°                  | 18-07-1969                              | Малая космическая обсерватория для регистрации излучений Солнца, звезд, туманностей и верхней атмосферы Земли. Аппарат оснащён газореактиными двигателями закрутки для стабилизации положения в пространстве. |
| «Космос-321»                            | ДС-У2-МГ                                | 1970-006A                               | 20-01-1970                              | Космос-2 (11К63)                        | Плесецк                                 | 265                                     | 280 км × 507 км, 71°                    | 23-03-1970                              | Съёмка магнитного поля Земли c помощью оптического квантового магнитометра, уточнение теоретических моделей геомагнитного поля, оценка изменений геомагнитного поля за период 1965—1970 годы (по сравнению с результатами измерений на «Космос-26» и «Космос-49»). Наблюдение за магнитными бурями. |
| «Космос-348»                            | ДС-У2-ГК                                | 1970-044A                               | 13-06-1970                              | Космос-2 (11К63)                        | Плесецк                                 | 338                                     | 212 км × 680 км, 71,0°                  | 25-07-1970                              | Продолжение международных исследований приполярной ионосферы и полярных сияний по программе «Интеркосмос», начатых на «Космосе-261». |
| «Интеркосмос-3»                         | ДС-У2-ИК-1                              | 1970-057A                               | 07-08-1970                              | Космос-2 (11К65М)                       | Капустин Яр                             | 222                                     | 207 км × 1320 км, 49°                   | 06-12-1970                              | Спутник, построенный по программе «Интеркосмос», с научным оборудованием произведенным в СССР и ЧССР, для изучения радиационных поясов и исследования низкочастотных колебаний в верхней ионосфере. |
| «Космос-356»                            | ДС-У2-МГ                                | 1970-059A                               | 10-08-1970                              | Космос-2 (11К63)                        | Плесецк                                 | 265                                     | 240 км × 600 км, 82°                    | 02-10-1970                              | Аналог «Космос-321», исследования и картирование геомагнитного поля в приполярных областях. |
| «Космос-378»                            | ДС-У2-ИП                                | 1970-097A                               | 17-11-1970                              | Космос-3М (11К65М)                      | Плесецк                                 | 300                                     | 241 км × 1763 км, 74,0°                 | 17-08-1972                              | Глобальные исследования ионосферы Земли на высотах до 2000 км, включая приполярные области. |
| «Космос-426»                            | ДС-У2-К                                 | 1971-052A                               | 04-06-1971                              | Космос-3М (11К65М)                      | Плесецк                                 | 298                                     | 394 км × 2012 км, 74,0°                 | 11-05-2002                              | Комплексные геофизические исследования магнитосферы, верхней атмосферы и радиационных поясов. Эксперименты по ретрансляции информации с океанографических станций. |
| «Интеркосмос-5»                         | ДС-У2-ИК-2                              | 1971-104A                               | 02-12-1971                              | Космос-2 (11К63)                        | Капустин Яр                             | 296                                     | 205 км × 1200 км, 48,4°                 | 07-04-1972                              | Запуск по программе «Интеркосмос» в целях изучения процессов в магнитосфере и ионосфере Земли. На борту аппарата были установлены научные приборы, произведенные в СССР и ЧССР, приём данных осуществлялся в НРБ, СССР, ЧССР. |
| «Космос-461»                            | ДС-У2-МТ                                | 1971-105A                               | 02-12-1971                              | Космос-3М (11К65М)                      | Плесецк                                 | 330                                     | 490 км × 524 км, 69,2°                  | 21-02-1979                              | Продолжение исследований метеорных потоков и космических гамма-лучей, начатых на аппаратах серии ДС-У2-МП. |
| «Ореол-1»                               | ДС-У2-ГКА                               | 1971-119A                               | 27-12-1971                              | Космос-3М (11К65М)                      | Плесецк                                 | 348                                     | 410 км × 2500 км, 74,0°                 | н/д                                     | Комплексные геофизические исследования приполярной ионосферы и магнитосферы по советско-французскому проекту «АРКАД». Изучение вторжений в атмосферу энергичных электронов и ионов, вызывающих полярные сияния, и процессов их ускорения в магнитосфере Земли. |
| «Интеркосмос-9» («Коперник-500»)        | ДС-У2-ИК-8                              | 1973-022A                               | 19-04-1973                              | Космос-2 (11К63)                        | Капустин Яр                             | 256                                     | 202 км × 1552 км, 48,5°                 | 15-10-1973                              | Изучение характеристик ионосферы Земли и спорадического радиоизлучения Солнца. На борту спутника была установлена научная аппаратура, созданная польскими специалистами, запуск посвящён 500-летию Николая Коперника. |
| «Интеркосмос-10»                        | ДС-У2-ИК-3                              | 1973-082A                               | 30-10-1973                              | Космос-3М (11К65М)                      | Плесецк                                 | 265                                     | 265 км × 1477 км, 74,0°                 | 01-07-1977                              | Изучение ионосферно-магнитосферных связей в высоких широтах в рамках программы «Интеркосмос». Научная аппаратура спутника создана в ГДР, СССР, ЧССР. |
| «Ореол-2»                               | ДС-У2-ГКА                               | 1973-107A                               | 26-12-1973                              | Космос-3М (11К65М)                      | Плесецк                                 | 398                                     | 407 км × 1995 км, 74,0°                 | н/д                                     | Продолжение комплексных исследований приполярной ионосферы и магнитосферы по советско-французскому проекту «АРКАД». |
| «Интеркосмос-12»                        | ДС-У2-ИК-4                              | 1974-086A                               | 31-10-1974                              | Космос-3М (11К65М)                      | Плесецк                                 | 317                                     | 264 км × 708 км, 74,1°                  | 11-07-1975                              | Запуск по программе «Интеркосмос» в целях изучения ионосферы и магнитосферы Земли и потоков микрометеоритов. Научная аппаратура спутника была создана в ВНР, ГДР, НРБ, СРР, СССР, ЧССР. |
| «Интеркосмос-13»                        | ДС-У2-ИК-5                              | 1975-022A                               | 27-03-1975                              | Космос-3М (11К65М)                      | Плесецк                                 | 320                                     | 284 км × 1687 км, 82,9°                 | 02-09-1980                              | Запуск по программе «Интеркосмос». Изучение радиационных поясов и их связи с низкочастотными электромагнитными излучениями в околоземной плазме. Научные приборы спутника созданы в СССР и ЧССР, приём информации осуществлялся в НРБ, СССР, ЧССР. |
| «Интеркосмос-14»                        | ДС-У2-ИК-6                              | 1975-115A                               | 11-12-1975                              | Космос-3М (11К65М)                      | Плесецк                                 | 312                                     | 345 км × 1707 км, 74,0°                 | 27-02-1983                              | Запуск по международной программе магнитосферных исследований, осуществлявшихся научным сообществом социалистических стран. В ходе полёта изучались микрометеорные частицы и пространственное распределение ОНЧ-излучений в околоземном пространстве и их связь с параметрами ионосферной плазмы. В создании научной аппаратуры и проводимых экспериментах принимали участие специалисты СССР, НРБ, ВНР, ГДР и ЧССР. |

## ДС-У3

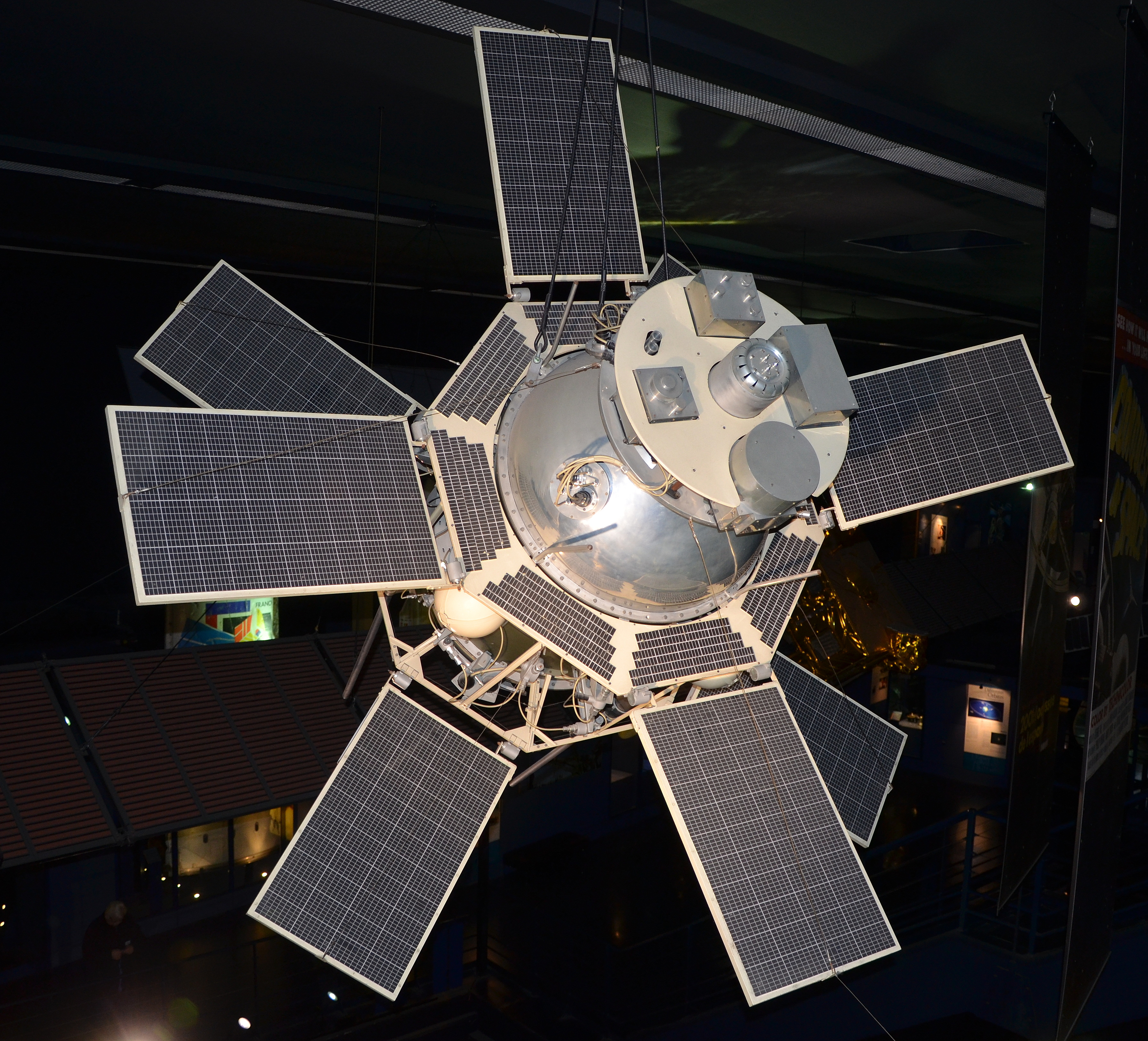
Спутник «Интеркосмос-1» типа ДС-У3

Аппараты типа «ДС-У3», имевшие систему электропитания от солнечных батарей с буферными аккумуляторами, отличались от других спутников семейства «ДС-У» наличием активной системы ориентации, обеспечивавшей при полёте на освещенных участках орбиты постоянное направление оси аппарата на Солнце. Система ориентации включала датчики положения Солнца, датчики угловых скоростей, маховики для поддержания ориентации и газореактивные двигатели для первоначальной ориентации и разгрузки маховиков. На спутниках типа «ДС-У3» устанавливалось 8 панелей солнечных батарей, расположенных двумя группами по четыре на передней и задней частях центрального отсека и раскрывающихся в полёте перпендикулярно оси аппарата, направленной на Солнце, таким образом, чтобы не заслонять друг друга. Ещё восемь малых панелей солнечных батарей крепились неподвижно к передней части центрального отсека, ориентированной во время полёта в сторону Солнца. Общая площадь всех солнечных батарей составляла 3,7 м².
Спутники типа «ДС-У3» были предназначены для исследований коротковолнового (дальнего ультрафиолетового и рентгеновского) излучения Солнца, доступного для наблюдения только за пределами атмосферы, и получили следующие обозначения комплектаций:
- ДС-У3-С — запускавшиеся в рамках серии «Космос».
- ДС-У3-ИК — для исследований по программе «Интеркосмос».

Всего с 1967 по 1976 годы было построено и запущено 8 аппаратов этой серии, из них 6 — по программе международного сотрудничества «Интеркосмос». На орбиту выведено 7 аппаратов, один запуск был неудачным. Запуски осуществлялись носителями «Космос-2» (11К63) и «Космос-3М» (11К65М) с космодрома Капустин Яр.
| Список космических аппаратов типа ДС-У3                                        | Список космических аппаратов типа ДС-У3 | Список космических аппаратов типа ДС-У3 | Список космических аппаратов типа ДС-У3 | Список космических аппаратов типа ДС-У3 | Список космических аппаратов типа ДС-У3 | Список космических аппаратов типа ДС-У3 | Список космических аппаратов типа ДС-У3 | Список космических аппаратов типа ДС-У3 | Список космических аппаратов типа ДС-У3 |
| Название                                                                       | Комплектация                            | COSPAR ID                               | Дата запуска                            | Носитель                                | Космодром                               | Масса, кг                               | Орбита                                  | Прекращение существования               | Программа полёта |
| ------------------------------------------------------------------------------ | --------------------------------------- | --------------------------------------- | --------------------------------------- | --------------------------------------- | --------------------------------------- | --------------------------------------- | --------------------------------------- | --------------------------------------- | --- |
| «Космос-166»                                                                   | ДС-У3-С                                 | 1967-061A                               | 16-06-1967                              | Космос-2 (11К63)                        | Капустин Яр                             | 285                                     | 283 км × 578 км, 48,4°                  | 25-10-1967                              | Наблюдения Солнца в рентгеновском и ультрафиолетом диапазонах, измерение мягкого рентгеновского излучения Солнца и интенсивности солнечного спектра. Испытания системы ориентации. |
| «Космос-230»                                                                   | ДС-У3-С                                 | 1968-056A                               | 05-07-1968                              | Космос-2 (11К63)                        | Капустин Яр                             | 285                                     | 278 км × 518 км, 48,4°                  | 02-11-1968                              | Аналог «Космос-166». Получены данные о наиболее горячих областях солнечной короны в рентгеновской и ультрафиолетовой области, проведена оценка поглощаемого земной атмосферой коротковолнового излучения Солнца. |
| «Интеркосмос-1»                                                                | ДС-У3-ИК-1                              | 1969-088A                               | 14-10-1969                              | Космос-2 (11К63)                        | Капустин Яр                             | 303                                     | 254 км × 526 км, 48,4°                  | 02-01-1970                              | Первый аппарат, получивший обозначение по программе международного научного сотрудничества «Интеркосмос», научная аппаратура разработана и создана учёными СССР, ГДР, ЧССР. Задачи полёта: исследование коротковолнового излучения Солнца в условиях минимума активности и во время вспышек, изучение спектрального состава и поляризации рентгеновского излучения Солнца, исследование атмосферы в оптическом диапазоне и спектральных линиях Лаймана-α.                                  |
| «Интеркосмос-4»                                                                | ДС-У3-ИК-2                              | 1970-084A                               | 14-10-1970                              | Космос-2 (11К63)                        | Капустин Яр                             | 303                                     | 263 км × 668 км, 48,5°                  | 17-01-1971                              | Испытания новой 8-канальной системы телеметрии. Исследование с помощью комплекса бортовой аппаратуры, произведенной в СССР, ГДР, ЧССР ультрафиолетового и рентгеновского излучения Солнца и влияние этого излучения на верхнюю атмосферу Земли. В астрономических и ионосферных наблюдениях участвовали специалисты из НРБ, ВНР, ПНР и СРР. |
| «Интеркосмос-7»                                                                | ДС-У3-ИК-3                              | 1972-047A                               | 30-06-1972                              | Космос-2 (11К63)                        | Капустин Яр                             | 301                                     | 267 км × 568 км, 48,5°                  | 05-10-1972                              | Исследования динамики и рентгеновского спектра протонных вспышек на Солнце, поглощения излучения Солнца в верхней атмосфере. Изучение мягкого и жесткого рентгеновского излучения Солнца. |
| «Интеркосмос-11»                                                               | ДС-У3-ИК-4                              | 1974-034A                               | 17-05-1974                              | Космос-3М (11К65М)                      | Капустин Яр                             | 335                                     | 484 км × 526 км, 50,7°                  | 06-09-1979                              | Исследование коротковолнового ультрафиолетового и рентгеновского излучения Солнца и влияния этого излучения на структуру верхней атмосферы Земли. |
| ДС-У3-ИК-5 № 1 Предположительно, должен был получить название «Интеркосмос-14» | ДС-У3-ИК-5                              | 1975-F04                                | 03-06-1975                              | Космос-3М (11К65М)                      | Капустин Яр                             | 302                                     | --                                      | --                                      | Неуспешный запуск, аппарат потерян из-за аварии носителя. |
| «Интеркосмос-16»                                                               | ДС-У3-ИК-5                              | 1976-076A                               | 27-07-1976                              | Космос-3М (11К65М)                      | Капустин Яр                             | 302                                     | 465 км × 523 км, 50,6°                  | 10-07-1979                              | Аналог аппарата ДС-У3-ИК-5, утерянного в 1975 году. Задачи полёта: получение данных о рентгеновском и ультрафиолетовом спектрах Солнца в период минимума его активности, обнаружение поляризации спектральных линий в диапазоне 130—1400 ангстрем, исследование плотности и состава верхней атмосферы Земли и поглощения в ней солнечного излучения в диапазонах от оптического до рентгеновского. В состав научной аппаратуры был включен спектрометр-поляриметр, произведённый в Швеции. |

«Интеркосмос-16» был последним аппаратом серии «ДС-У». Следующие научно-исследовательские спутники КБ «Южное» строились на вариантах более совершенной платформы «АУОС». Для исследований Солнца создавались аппараты серии «КОРОНАС» на платформе «АУОС-СМ».

## ДС-У4 и ДС-У5 — нереализованные проекты
В КБ «Южное» на инициативной основе разрабатывались также унифицированные спутниковые платформы «ДС-У4» и «ДС-У5». Спутники на платформе «ДС-У4» должны были иметь возвращаемую капсулу, позволяющую изучать на Земле результаты космических экспериментов. Предполагалось создание двух типов капсул — для возвращения на Землю оборудования и материалов, подвергшихся воздействию условий космического полёта, и для возвращения на Землю биологических объектов. Спутники типа «ДС-У5» должны были иметь двигательную установку, позволяющую изменять параметры орбиты. Из-за высокой загруженности другими заказами разработка этих платформ была прекращена в 1967 году на этапе эскизного проектирования.